# Ноћ дугих ножева
Ноћ дугих ножева (  или Операција Колибри) је назив за чистку извршену у Нацистичкој Немачкој између 30. јуна и 2. јула 1934. године. Нацистички режим је спровео егзекуције над најмање 85 људи из политичких разлога. Многи од убијених су били припадници Јуришних одреда (СА), нацистичке паравојне организације. Адолф Хитлер се окренуо против СА и њеног вође Ернста Рема зато што је увидео да самостално деловање СА и склоност њених припадника ка уличном насиљу штете његовој репутацији и популарности. Хитлер је такође хтео да предухитри сваки потез лидера Рајхсвера, немачке војске, који су били непријатељски расположени према СА, који би имао за циљ ограничавање његове власти. Нетрпељивост војних кругова према СА нарочито је порасла када је постала очигледна Ремова амбиција да жели да стане на чело војске и да у војску укључи и своје јединице. На крају, Хитлер је искористио чистку да би утишао конзервативне кругове који су критиковали његов режим, нарочито оних који су били лојални вице-канцелару Францу фон Папену.
У чистки је страдало најмање 85 људи, мада се коначан број страдалих процењује на стотине а више од хиљаду противника режима је ухапшено. Највећи број ових убистава извршили су припадници Шуцштафела, елитних нацистичких одреда и Гестапо, режимска тајна полиција.

### Ремова судбина
Рем је накратко држан у затвору Штаделхајм у Минхену, док је Хитлер размишљао о његовој судбини. На крају, Хитлер је одлучио да Рем мора да умре. У Хитлерево име, Рема су 2. јула посетили Теодор Ајке, касније командант концентрационог логора Дахау, и СС официр Михаел Липерт. У Ремовој ћелији су му дали Браунинг пиштољ напуњен са једним метком и рекли му да има десет минута да се убије или ће га они убити. Рем је одбио казавши: „Ако ћу бити убијен, нека то Адолф уради сам.“ Како нису ништа чули у датом временском оквиру, вратили су се у Ремову ћелију у око 14:50 и нашли су га како стоји, са испршеним голим грудима у знак пркоса. Липерт га је упуцао три пута из непосредне близине. Немачке власти су 1957. судиле Липерту у Минхену за Ремово убиство. Све до тада, Липерт је био један од неколицине извршилаца чистке који је избегао суђење. Осуђен је на 18 месеци затвора.